# Schönwies
Schönwies település Ausztriában, Tirolban a Landecki járásban található. Területe 31,329 km², lakosainak száma 1 706 fő, népsűrűsége pedig 54 fő/km² (2014. január 1-jén). A település 737 méteres tengerszint feletti magasságban helyezkedik el.
A település részei: Starkenbach, Bichlifelder, Siedlung, Oberhäuser, Dorf, Öde, Saurs, Ried, Grieshaus, Höfle, Lasalt, Obsaurs és Föhrenwaldsiedlung.

## Fordítás
- Ez a szócikk részben vagy egészben  a   Schönwies című angol Wikipédia-szócikk ezen változatának fordításán alapul.  Az eredeti cikk szerkesztőit annak laptörténete sorolja fel. Ez a jelzés csupán a megfogalmazás eredetét és a szerzői jogokat jelzi, nem szolgál a cikkben szereplő információk forrásmegjelöléseként.